# Thương Nguyệt
Thương Nguyệt (giản thể: 沧月; phồn thể: 滄月; bính âm: Cang Yue) tên thật là Vương Dương (王洋), sinh ngày 15 tháng 5 năm 1979 tại Chiết Giang, Trung Quốc là một trong những tác giả đại diện tiêu biểu của dòng tiểu thuyết tân võ hiệp tại Trung Quốc đại lục. Tên tuổi của cô được liệt vào nhóm "Thần Châu Tân ngũ hiệp", một trong năm đại diện nổi bật của dòng kiếm hiệp Trung Quốc hiện nay. (nhóm Thần Châu ngũ hiệp bao gồm: Kim Dung, Lương Vũ Sinh, Cổ Long, Ngọa Long Sinh và Ôn Thụy An.) Ngoài ra, cô còn được xem là nhân vật hăng hái đi đầu trong phong trào sáng tác truyện võ hiệp của phái nữ.

## Tiểu sử
Thương Nguyệt tốt nghiệp trung học tại Ôn Lĩnh, tỉnh Chiết Giang năm 1997, và đã được nhận vào Khoa Kiến trúc, Đại học Chiết Giang học tập, tiếp tục theo đuổi bằng thạc sĩ và tốt nghiệp vào năm 2004, và hiện đang làm việc tại một viện thiết kế xây dựng ở Chiết Giang.

## Sự nghiệp viết văn
Thương Nguyệt bắt đầu đăng truyện trực tuyến lên mạng từ năm 2011. Ban đầu cô nổi tiếng với thể loại võ hiệp, sau là đến thể loại tiểu thuyết viễn tưởng huyền bí dài tập.
Thương Nguyệt từng giành được giải nhất trong cuộc bình bầu tác phẩm Tân võ hiệp do tạp chí Đại hiệp và Danh thám tổ chức năm 2001 với tác phẩm "Huyết Vi". Tác phẩm của cô cũng được đăng dài kỳ trên nhiều tạp chí kiếm hiệp. Năm 2007, chỉ trong 10 ngày đầu tiên ra mắt, tác phẩm "Thất dạ tuyết" (trong Đỉnh Kiếm Các hệ liệt) của cô đã bán được hơn 80.000 bản, trở thành tiểu thuyết kiếm hiệp bán chạy nhất trong năm ở Trung Quốc.

## Tác phẩm
| - Thính Tuyết Lâu hệ liệt, gồm các truyện: Huyết Vi Phong Vũ Thần Binh Các Bệnh Hoa Diễm Diên Vĩ Chỉ Gian Sa Bái Nguyệt Giáo chi chiến Hoang nguyên tuyết Chú kiếm sư - Đỉnh Kiếm Các hệ liệt: Đại mạc hoang nhan Đế Đô Phủ Mạn Châu Sa hoa Bỉ Ngạn hoa Kiếm ca Thất dạ tuyết Bích Thành Ảo thế - Kính hệ liệt Tiền truyện: Chu Nhan Tiền truyện: Thần chi hữu thủ Thiết định thư Song thành Phá quân Long chiến Tích thiên Quy khư Thần tịch Ngoại truyện: Lục hợp thư, Giảng võ đường - Vân hoang • Vũ hệ liệt Thanh không chi lam Xích viêm chi đồng Ảm nguyệt chi dực Thương khung chi tẫn | - Thương hải minh nguyệt hệ liệt Tịch ảnh Ngưng bích Thừa ảnh Bái nguyệt Lưu quang Tử vi - Vũ chi hồn hệ liệt (Tuyệt ái tam bộ khúc) Dạ thuyền Thương hải Tinh truỵ - Tác phẩm khác: Hoa Kính Dạ thuyền xuy địch vũ tiêu tiêu Thương hải Phi thiên Tuyết mãn Thiên Sơn Loạn thế Tịch nhan Mạn Thanh Tinh trụy Ngưỡng vọng thương khung Lôi vũ dạ loạn phần cương Phong Mân Côi Tinh không Hoa trắng ngày hè 2012 • Mạt dạ - Tản văn Phong hoa • Tuyết nguyệt Con mèo tên Mỹ Địch Á - Truyện ngắn Mộng • Chẩm • Mạc Tân di |  |